# 8207 Сумінао
8207 Сумінао (8207 Suminao) — астероїд головного поясу, відкритий 31 грудня 1994 року.
Тіссеранів параметр щодо Юпітера — 3,641.